# 洛雷特
洛雷特（法語：Lorette，法語發音：[lɔʁɛt]），法国东南部城市，奥弗涅-罗讷-阿尔卑斯大区卢瓦尔省的一个市镇，隶属于圣艾蒂安区，其市镇面积为3.41平方公里，2022年1月1日时人口数量为4,896人，在法国城市中排名第2,306位。
洛雷特位于卢瓦尔省东南部，日耶河谷内，是圣艾蒂安都会区的组成部分。

## 地名来源
“Lorette”一名的含义及来源尚有待考证。该名称亦是一个法语女性人名。

## 历史

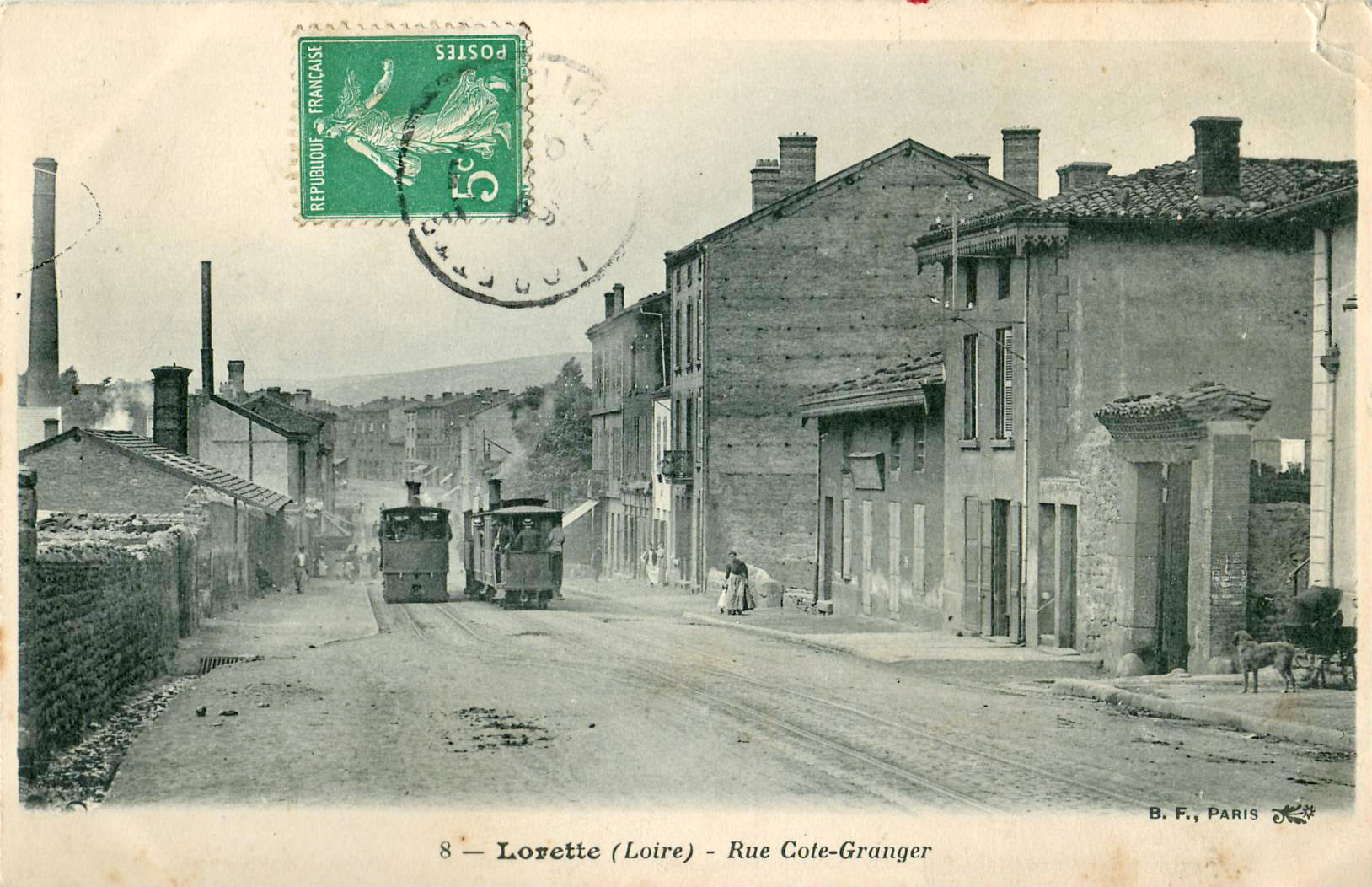
20世纪初的洛雷特

洛雷特成立于1847年，由法尔奈、里沃德日耶、热尼拉克以及雅雷地区圣保罗四个市镇的部分区域组合而建。此外根据当地官方网站的论述，洛雷特是法国大革命后建立的首个新市镇。
洛雷特的早期历史尚不清楚。18世纪时，洛雷特境内曾有多个散落分布的村庄。法国大革命后，洛雷特所处区域被划入罗讷-卢瓦尔省，该省后又于1793年一分为二，洛雷特被划入卢瓦尔省。工业革命期间，得益于煤炭开采活动，洛雷特所处的日耶河谷地区人口数量逐年增加。途经洛雷特的日耶运河及圣艾蒂安—里昂铁路分别于1810年和1826年建成。1829年，洛雷特境内的阿萨伊工厂（usine d'Assailly）建成投产，该厂此后发展成为当地的重要工业部门。二战后，该厂部分迁至圣艾蒂安，洛雷特境内的工厂于1956年关闭。1990年，洛雷特火车站停止服务。

## 地理

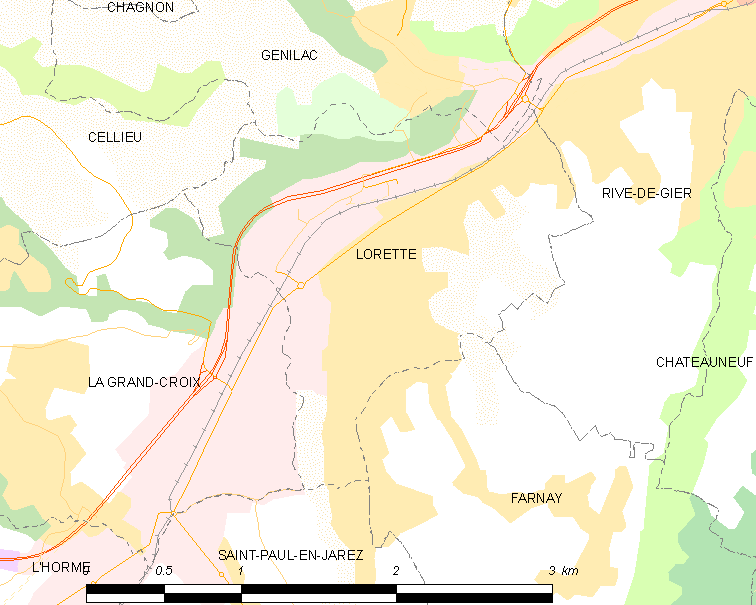
洛雷特市镇范围地图

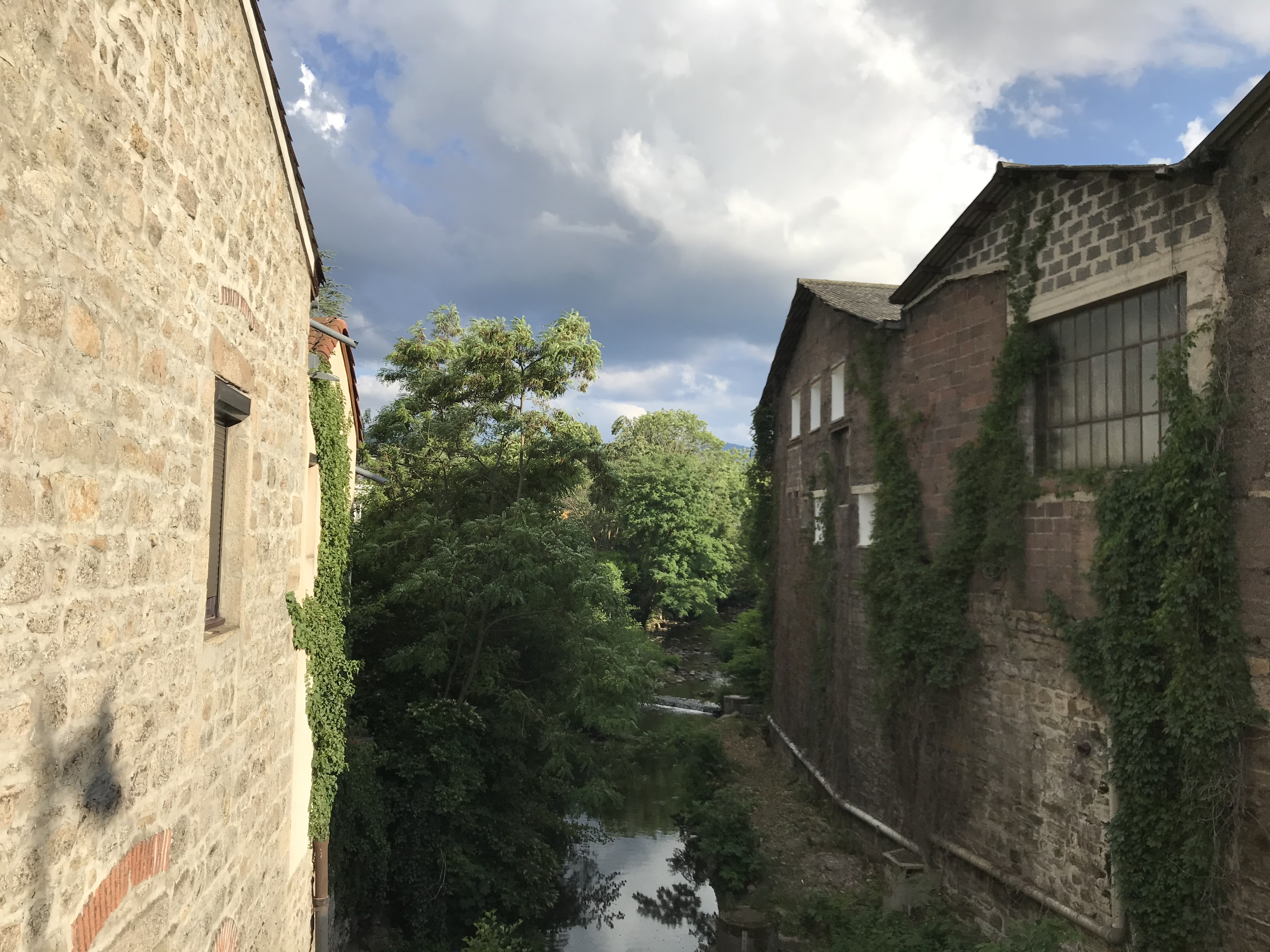
多尔莱河上游河谷

洛雷特位于法国东南部，奥弗涅-罗讷-阿尔卑斯大区中部和卢瓦尔省东南部，距离省会圣艾蒂安大约21公里。与洛雷特接壤的市镇包括：塞略、法尔奈、热尼拉克、拉格朗克鲁瓦、里沃德日耶和雅雷地区圣保罗。

### 地形
洛雷特位于法国中央高原东部，日耶河谷内，境内以河谷及丘陵为主，市镇中心地势自日耶河向外侧逐渐抬升，南部部分街区起伏明显，全境海拔在257到500米之间。

### 水文
日耶河自西南向东北流经洛雷特，其右岸支流多尔莱河自南向北流经市镇西侧边界并在此与其交汇。

### 植被
洛雷特属于温带阔叶混交林区，林地多分布于河流附近。
在鲜花城市的评比中，洛雷特暂未被评级。

### 气候
洛雷特在柯本气候分类法中属于带有温带大陆性气候特征的温带海洋性气候（Cfb）。
距离洛雷特最近的气象站位于塞略境内，以下为该气象站的数据（其中日照数据取自布泰翁）：
| 塞略 1981年－2019年 | 塞略 1981年－2019年 | 塞略 1981年－2019年 | 塞略 1981年－2019年 | 塞略 1981年－2019年 | 塞略 1981年－2019年 | 塞略 1981年－2019年 | 塞略 1981年－2019年 | 塞略 1981年－2019年 | 塞略 1981年－2019年 | 塞略 1981年－2019年 | 塞略 1981年－2019年 | 塞略 1981年－2019年 | 塞略 1981年－2019年 |
| 月份                | 1月                 | 2月                 | 3月                 | 4月                 | 5月                 | 6月                 | 7月                 | 8月                 | 9月                 | 10月                | 11月                | 12月                | 全年                |
| ------------------- | ------------------- | ------------------- | ------------------- | ------------------- | ------------------- | ------------------- | ------------------- | ------------------- | ------------------- | ------------------- | ------------------- | ------------------- | ------------------- |
| 历史最高温 °C（°F） | 19.3 (66.7)         | 20.2 (68.4)         | 25.3 (77.5)         | 28.3 (82.9)         | 32.6 (90.7)         | 35.9 (96.6)         | 39.4 (102.9)        | 39.2 (102.6)        | 33.1 (91.6)         | 27.7 (81.9)         | 23.1 (73.6)         | 19.5 (67.1)         | 39.4 (102.9)        |
| 平均高温 °C（°F）   | 6.5 (43.7)          | 8.4 (47.1)          | 12.6 (54.7)         | 16 (61)             | 20.7 (69.3)         | 24.7 (76.5)         | 26.5 (79.7)         | 26.2 (79.2)         | 21.7 (71.1)         | 17.1 (62.8)         | 10.6 (51.1)         | 6.8 (44.2)          | 16.5 (61.7)         |
| 日均气温 °C（°F）   | 3.4 (38.1)          | 4.8 (40.6)          | 8.2 (46.8)          | 11.2 (52.2)         | 15.6 (60.1)         | 19.2 (66.6)         | 20.9 (69.6)         | 20.8 (69.4)         | 16.7 (62.1)         | 12.9 (55.2)         | 7.2 (45.0)          | 3.8 (38.8)          | 12.1 (53.8)         |
| 平均低温 °C（°F）   | 0.2 (32.4)          | 1.2 (34.2)          | 3.8 (38.8)          | 6.3 (43.3)          | 10.5 (50.9)         | 13.8 (56.8)         | 15.3 (59.5)         | 15.3 (59.5)         | 11.7 (53.1)         | 8.6 (47.5)          | 3.8 (38.8)          | 0.8 (33.4)          | 7.6 (45.7)          |
| 历史最低温 °C（°F） | −10.4 (13.3)        | −13.1 (8.4)         | −11 (12)            | −4.1 (24.6)         | 1.8 (35.2)          | 5.4 (41.7)          | 7.9 (46.2)          | 7.4 (45.3)          | 3.5 (38.3)          | −3.1 (26.4)         | −8.6 (16.5)         | −11.1 (12.0)        | −13.1 (8.4)         |
| 平均降水量 mm（）   | 32.3 (1.27)         | 32.1 (1.26)         | 36.5 (1.44)         | 47.7 (1.88)         | 63.8 (2.51)         | 66.5 (2.62)         | 64 (2.5)            | 70 (2.8)            | 61.9 (2.44)         | 69.7 (2.74)         | 74.7 (2.94)         | 43.6 (1.72)         | 662.8 (26.09)       |
| 月均日照時數        | 85.6                | 108.8               | 159.3               | 182.4               | 212.9               | 239.5               | 273.1               | 251.4               | 187.3               | 133.5               | 83.5                | 67.9                | 1,985.2             |
| 来源：infoclimat.fr |                     |                     |                     |                     |                     |                     |                     |                     |                     |                     |                     |                     |                     |

## 行政区划
洛雷特的市镇编号为42123，邮政编号为42420。
在行政管理方面，洛雷特隶属于法国奥弗涅-罗讷-阿尔卑斯大区卢瓦尔省圣艾蒂安区；在地方选举方面，洛雷特隶属于里沃德日耶县，其市镇范围全境被划入卢瓦尔省第三选区；在社会管理方面，洛雷特是圣艾蒂安都会区的组成部分。
截至2024年6月，洛雷特市镇范围内暂无任何城市敏感街区及城市政策优先街区。
法国国家统计与经济研究所（简称）在进行数据统计时，将洛雷特及相邻的另外31个市镇设为圣艾蒂安城市核心区，并将包括核心区在内的周边共117个市镇划为圣艾蒂安城市区。自2020年起，圣艾蒂安城市区被包含105个市镇的圣艾蒂安城市辐射区代替。此外，还将洛雷特市镇整体看作一个“块区”（IRIS），以便于统计人口分布情况。

## 交通

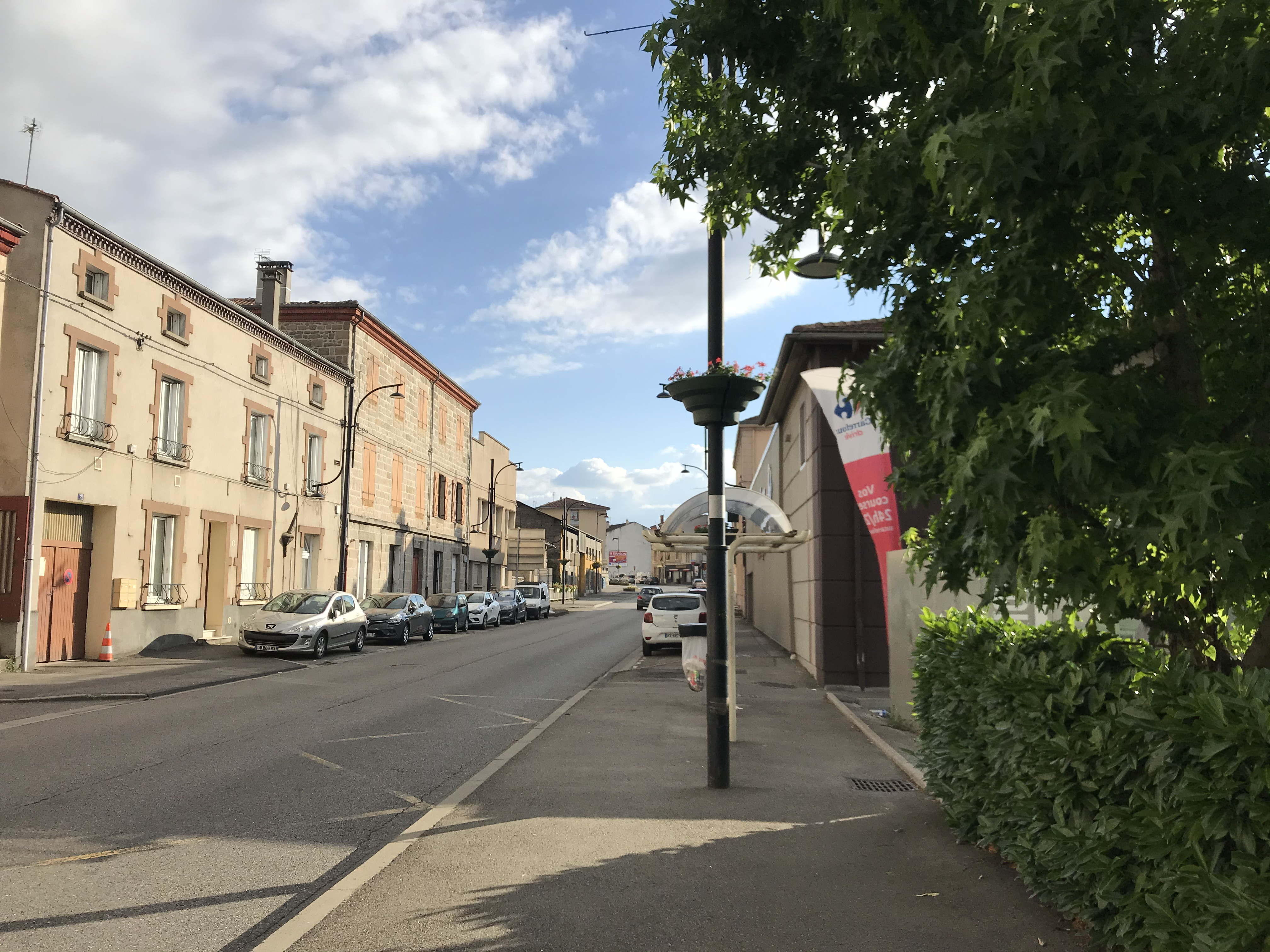
安托万·迪拉富尔街的人行道

### 公路
A47高速公路从洛雷特市区西北部过境，卢瓦尔省省道D88线经过洛雷特镇中心，当地的主要道路已完成城市化改造，配有照明、排水、人行道等设施。
| 13 | 1.6 |

| 圣艾蒂安 | 21 |

| 里沃德日耶 | 3.7 |

| 拉格朗克鲁瓦 | 1.6 |

2020年，79.1%的洛雷特家庭拥有至少一辆私人汽车。2021年，洛雷特境内共发生各类交通事故3起，造成5人受伤，其中1人重伤。

### 铁路
洛雷特位于莫雷—里昂铁路上，洛雷特火车站已于1990年废弃。
距离洛雷特最近的运营中的客运铁路车站为3公里外的里沃德日耶站，该站停靠往返于里昂和圣艾蒂安一线的区域列车，部分班次可直通昂贝略及菲尔米尼。

### 航空
洛雷特距离里昂圣埃克絮佩里机场的公路里程大约56公里。

### 城市公共交通
洛雷特是圣艾蒂安城市公共交通（商业名称为）的服务范围，后者是圣艾蒂安都会区的城市公共交通系统。截至2024年6月，该系统共包括三条有轨电车线路和数十条公交线路，其中公交M5线和49路经过洛雷特市区。

## 政治

### 市政内阁
洛雷特的现任市长为热拉尔·塔尔迪先生（Gérard TARDY），他是一名右翼无党派人士，在2020年的市政选举中获得了75.76%的支持率。
| 洛雷特历届市长 | 洛雷特历届市长              | 洛雷特历届市长       |
| 任期           | 市长                        | 党派                 |
| -------------- | --------------------------- | -------------------- |
| 1945年－1947年 | Benoît ROIRON 伯努瓦·鲁瓦龙 | SFIO工人国际法国支部 |
| 1947年－1977年 | Jean MUGNIÉRY 让·米尼耶里   | 無黨籍               |
| 1977年－1989年 | Félix FRANC 费利克斯·弗朗   | PS社会党             |
| 1989年－       | Gérard TARDY 热拉尔·塔尔迪  | DVD右翼无党派人士    |

### 各级选举
| 洛雷特历届投票选举结果 | 洛雷特历届投票选举结果 | 洛雷特历届投票选举结果 | 洛雷特历届投票选举结果 | 洛雷特历届投票选举结果    | 洛雷特历届投票选举结果 | 洛雷特历届投票选举结果 | 洛雷特历届投票选举结果    | 洛雷特历届投票选举结果 | 洛雷特历届投票选举结果 |
| 选举项目               | 选举范围               | 选区单位               | 选区单位内的选举结果   | 选区单位内的选举结果      | 选区单位内的选举结果   | 选区单位内的选举结果   | 选区单位内的选举结果      | 选区单位内的选举结果   | 参考资料               |
| 选举项目               | 选举范围               | 选区单位               | 第一轮胜出者           | 第一轮胜出者              | 支持率                 | 第二轮胜出者           | 第二轮胜出者              | 支持率                 | 参考资料               |
| ---------------------- | ---------------------- | ---------------------- | ---------------------- | ------------------------- | ---------------------- | ---------------------- | ------------------------- | ---------------------- | ---------------------- |
| 2017年法國總統選舉     | 法國                   | 市镇                   |                        | 玛丽娜·勒庞               | 26.9%                  |                        | 埃马纽埃尔·马克龙         | 59.02%                 | [ 24 ]                 |
| 2017年法国立法选举     | 卢瓦尔省第三选区       | 市镇                   |                        | 瓦莱里娅·富尔-曼蒂安      | 29.22%                 |                        | 弗朗索瓦·罗什布卢瓦纳     | 54.01%                 | [ 24 ]                 |
| 2019年欧洲议会选举     | 法國                   | 市镇                   |                        | 若尔丹·巴尔代拉           | 29.19%                 | （不适用）             | （不适用）                | （不适用）             | [ 26 ]                 |
| 2021年法国省级选举     | 卢瓦尔省               | 县                     |                        | 贝尔纳·拉热 塞韦里娜·雷诺 | 23.34%                 |                        | 贝尔纳·拉热 塞韦里娜·雷诺 | 71.05%                 | [ 27 ] [ 28 ]          |
| 2021年法国省级选举     | 卢瓦尔省               | 市镇                   |                        | 让-吕克·富热朗 玛丽·西蒙  | 27.85%                 |                        | 贝尔纳·拉热 塞韦里娜·雷诺 | 67.13%                 | [ 27 ] [ 28 ]          |
| 2021年法国大区选举     |                        | 市镇                   |                        | 洛朗·沃基耶               | 48.03%                 |                        | 洛朗·沃基耶               | 61.05%                 | [ 29 ]                 |
| 2022年法国总统选举     | 法國                   | 市镇                   |                        | 玛丽娜·勒庞               | 29.6%                  |                        | 玛丽娜·勒庞               | 51.1%                  | [ 24 ]                 |
| 2022年法国立法选举     | 卢瓦尔省第三选区       | 市镇                   |                        | 昂热莉娜·拉马尔卡         | 26.39%                 |                        | 埃马纽埃尔·芒东           | 51.82%                 | [ 24 ]                 |

## 人口
2021年，洛雷特市镇人口数量为4,817，在法国排名第2,306位。其中男性2,277人，女性2,469人，75岁及以上人口占9.9%，外籍人口数量为328人，人口密度为1,413人/平方公里，当地居民被称为（男性）或（女性）。2022年，洛雷特境内出生52人，死亡人口62人。
| 洛雷特1901年－2021年人口变化情况 |
|                                  |
| 数据来源：Cassini、INSEE         |

## 经济
截至2024年6月，洛雷特市镇范围内共有各类用人单位（包含自雇）558家，平均历史为16年，其中98.32%为中小型企业（PME），2024年4月至6月间，当地的经济活力指数为0。（耐火材料）、（珠宝批发）及（公路客运）是当地2022年营业额最高的三个企业，分别为46,528,646欧元、1,351,994欧元和1,314,205欧元。

## 财政与居民收入
2022年，洛雷特的财政收入总额为5,202,050欧元，财政支出总额为4,832,250欧元，当年的债务总额为2,657,420欧元。2022年，洛雷特市镇通过增值税获得131,670欧元的收入，此外当地还共获得了218,120欧元的国家直接财政补助。
| 洛雷特居民收入情况                               | 洛雷特居民收入情况 | 洛雷特居民收入情况    | 洛雷特居民收入情况 |
| 内容                                             | 洛雷特             | 法国                  | 统计年份           |
| ------------------------------------------------ | ------------------ | --------------------- | ------------------ |
| 征税家庭总数                                     | 2,009              | 1,081（法国市镇平均） | 2022年             |
| 居民平均月收入                                   | 2,161欧元          | 2,435欧元             | 2022年             |
| 高级职员人均月收入                               | 3,527欧元          | 4,331欧元             | 2021年             |
| 中级职员人均月收入                               | 2,278欧元          | 2,470欧元             | 2021年             |
| 普通职员人均月收入                               | 1,742欧元          | 1,801欧元             | 2021年             |
| 贫困率                                           | 15%                | 14.5%                 | 2020年             |
| 青壮年（15至64岁）失业率                         | 15.2%              | 7.4%                  | 2020年             |
| 征税家庭数量占比                                 | 39.3%              | 45.5%                 | 2020年             |
| 家庭年均纳税                                     | 1,953欧元          | 4,393欧元             | 2022年             |
| 资料来源：INSEE、L'Internaute、Le Journal du Net |                    |                       |                    |

## 社会事务

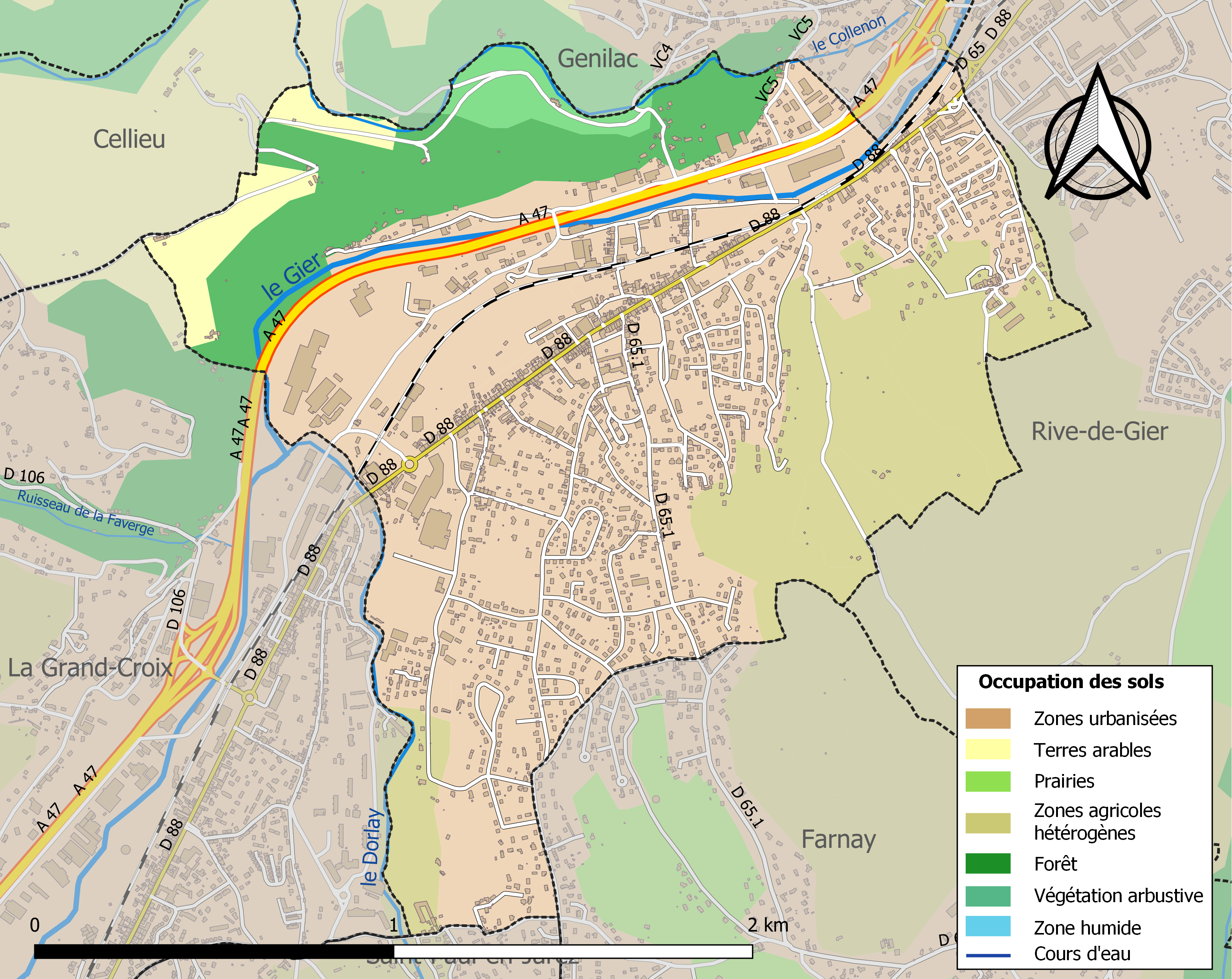
洛雷特土地利用情况地图

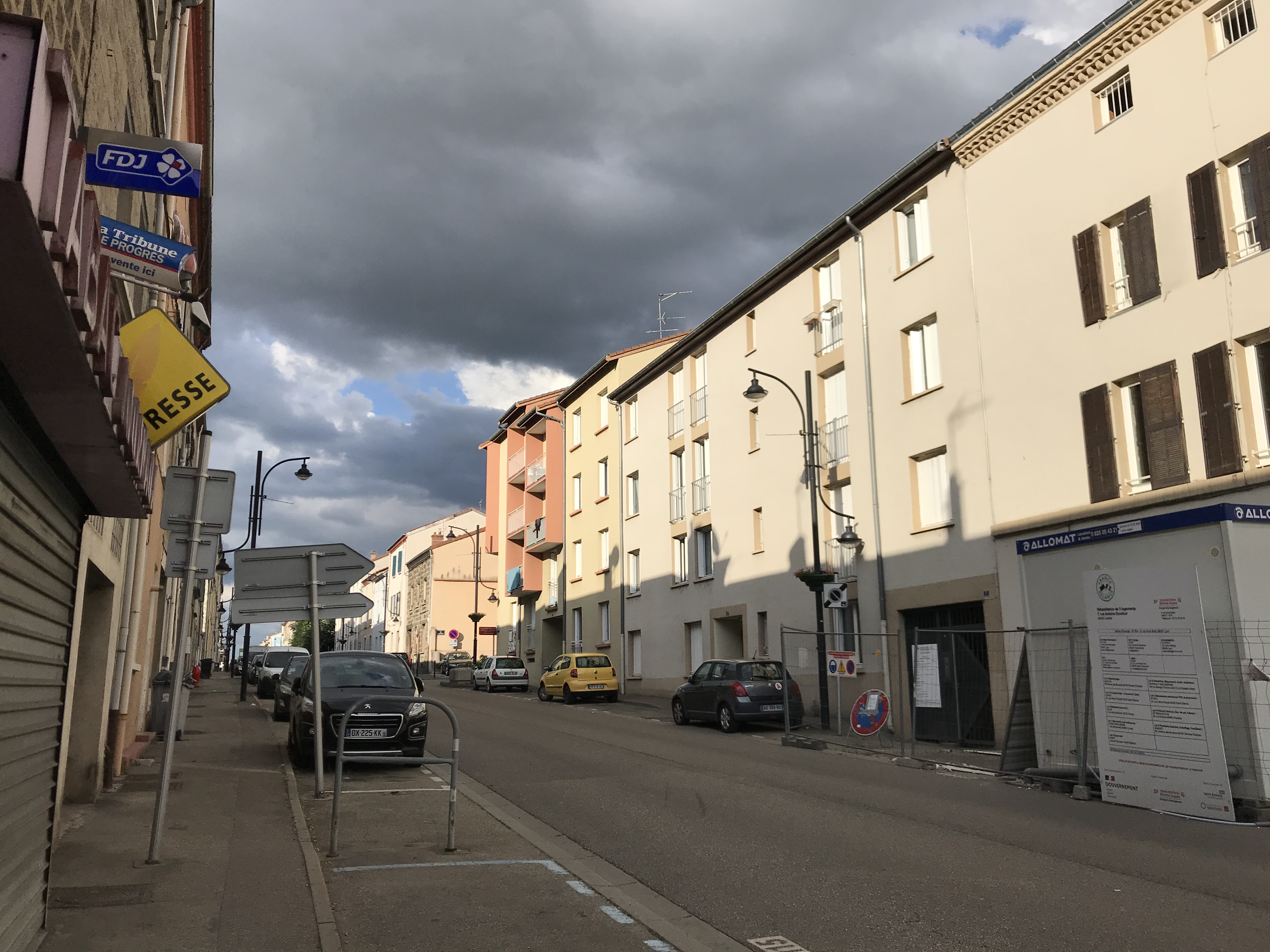
镇中心的安托万·迪拉富尔街

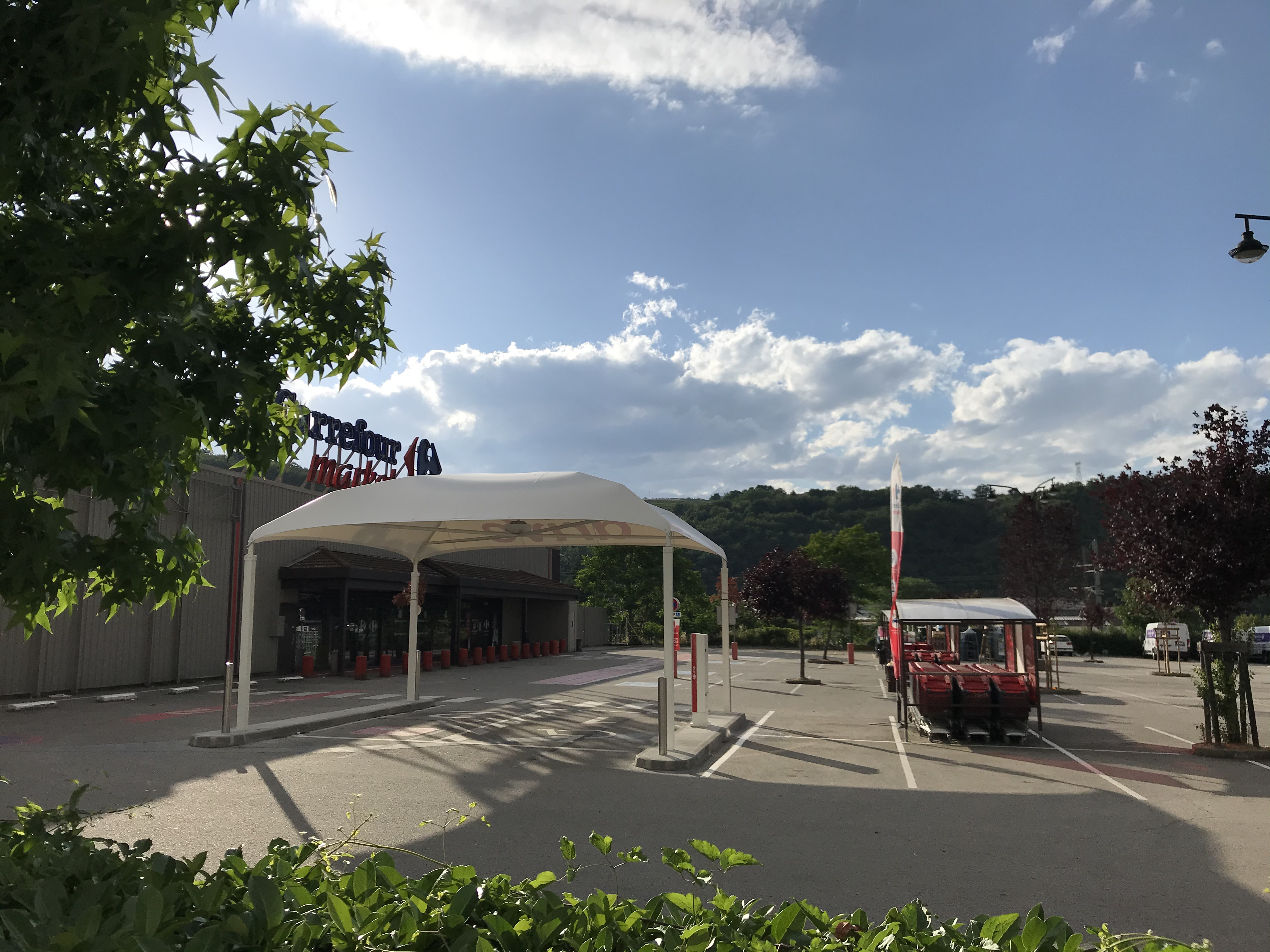
家乐福超市的停车场

### 教育
洛雷特属于里昂学区。截至2021年1月1日，洛雷特境内共有1所幼儿园和2所小学。

### 医疗
截至2021年1月1日，洛雷特境内共有全科医生4名、保健师5名、牙医1名和护士6名。境内共有药房2家、养老院1家。
距离洛雷特最近的区域性医疗机构为日耶中心医院（Centre Hospitalier de Gier），其主病区位于圣沙蒙，距离洛雷特市区的正常车程大约9分钟，该院设有床位205个。

### 住房
2020年，洛雷特境内共有各类住房2,196套，其中49.3%为独立式住宅，50.4%为集中式住宅。常住房屋占洛雷特市镇范围内居民建筑总量的91.2%。
在住房保障政策方面，2022年，洛雷特境内共有366户家庭获得了住房经济补助，受益人数占总人口数量的7.6%，其中347份为房租补助。

### 商业
2021年，洛雷特境内共有各类实体商铺80家，其中餐厅7家、大型超市1家、杂货店1家、面包房3家、肉铺1家、装饰品店1家、美容美发店5家、汽车维修店13家。洛雷特镇中心西部建有一家家乐福超市。

### 体育
2021年，洛雷特境内共有2间体育馆、1座综合体育场、3处网球场、1处足球或橄榄球场以及1处篮球或排球场。
截至2024年6月，格朗克鲁瓦-洛雷特体育俱乐部（Sporting Club Grand-Croix Lorette，编号516403）是洛雷特境内唯一的一家注册足球俱乐部，该俱乐部成立于1927年，包含有十余支不同年龄段的青年队伍，其主场为多尔莱河球场（Stade du Dorlay）。

### 环境
洛雷特的环境事务由其所属的圣艾蒂安都会区联合各级政府协调负责。2021年，洛雷特境内共有3家污染企业。

### 治安
洛雷特及其附近的共8个市镇是日耶警区（zone police de Gier）的管辖范围。2020年，该警区累计记录各类案件3,347起，其中盗窃类案件1,986起，经济类案件354起，毒品交易类案件191起。

## 文化

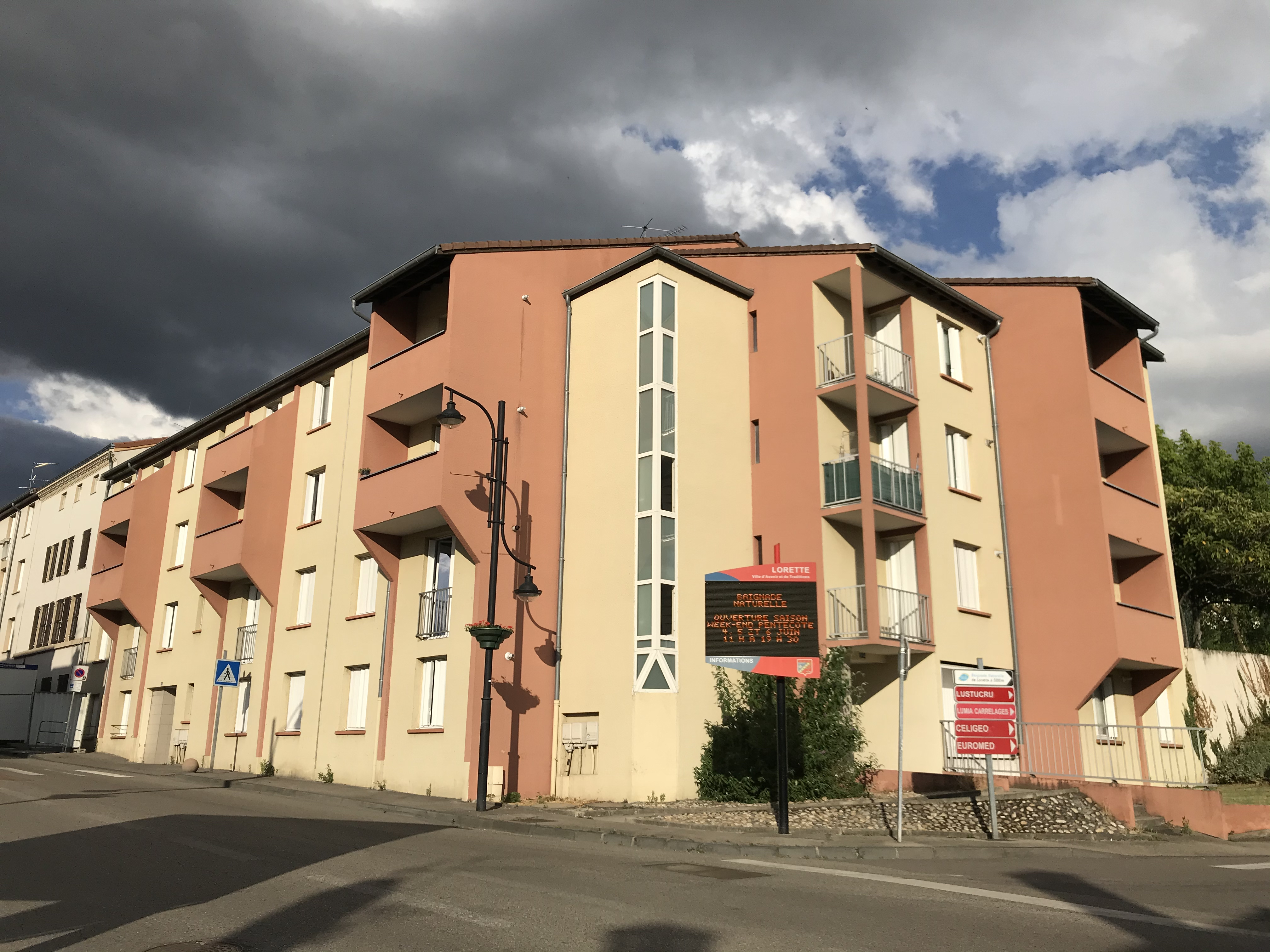
洛雷特的一处居民公寓楼

2021年，洛雷特境内暂无任何文化设施。洛雷特境内建有伊夫·迪泰伊少年宫-多媒体中心（Médiathèque Ludothèque Yves Duteil），每周二至六向公众开放。

### 建筑
洛雷特境内的大部分建筑建于19世纪以后，当地镇中心的市政厅大楼及让·德·拉封丹小学教学楼等是当地的地标性建筑物。

### 旅游
洛雷特的旅游事务由其所属的圣艾蒂安都会区联合各级政府协调负责。2023年，洛雷特境内暂无任何游客接待设施。

### 媒体
法国主要的媒体均可在洛雷特接收，法国电视三台下属的奥弗涅-罗讷-阿尔卑斯大区频道在部分时段播出洛雷特所在卢瓦尔省的地方新闻。《进步报》、蓝色法兰西奥弗涅地区广播、蓝色法兰西圣艾蒂安广播、Scoop广播、卢瓦尔省电视台等为当地主要的地方性媒体。

## 相关人物
法国赛车手阿兰·普罗斯特出生于洛雷特。

## 友好城市
截至2024年6月，洛雷特暂未建立任何友好城市关系。